# Ariocarpus
Genre
Classification phylogénétique
Ariocarpus est un genre de la famille des cactus composé de 8 espèces.
Le nom vient du grec ancien « aria » (une espèce de chêne) et « carpos » (=fruit) en raison de la ressemblance des fruits en forme de gland des deux genres.
Les espèces sont originaires des collines calcaires du Rio Grande dans le sud du Texas et le nord et le centre du Mexique à des expositions à fort ensoleillement.
C'est un genre d'espèces désertiques rares.

## Taxonomie

### Liste d'espèces
- Ariocarpus agavoides
- Ariocarpus bravoanus
- Ariocarpus fissuratus Engelm.
- Ariocarpus furfuraceus Watts, espèce plus robuste pouvant atteindre 25 cm de diamètre.
- Ariocarpus retusus (espèce type)
- Ariocarpus scaphirostris
- Ariocarpus trigonus  Web.
- Ariocarpus kotschoubeyanus

### Synonymes
- Anhalonium Lem.
- Neogomesia Castañeda
- Neogomezia Buxb. (orth. var.)
- Roseocactus A.Berger
- Stromatocactus Karw. ex Rümpler (nom. inval.)

## Description
La plante se présente comme une espèce semi enterrée qui se prolonge par une grosse racine pivotante.
La partie aérienne est de forme aplatie avec un diamètre de l'ordre de 12 cm de diamètre et des tubercules triangulaires imbriqués avec des rides transversales.
La plante est totalement sans épine et de couleur grise. Elle se confond dans son environnement.
Dans la nature, on peut la piétiner sans la remarquer et sans lui faire le moindre mal

Le centre de la plante contient une structure laineuse d'où émergent de grandes fleurs roses ou jaunes, mais seulement après plusieurs années.
La plante contient contient des alcaloïdes amers et toxiques tels que l'hordénine qui la protège de l'appétit des herbivores.

## Mode de culture
La plante est de culture difficile et de croissance très lente.
Elle ne supporte ni l'humidité, ni l'humus dans le sol. Elle exige un sol léger avec du gravier, du sable et du charbon de bois pulvérisé. Elle ne supporte pas les arrosages dans la rosette, ni les excès d'arrosages. Elle profite d'arrosages en été à condition d'être dans une exposition très ensoleillée. Elle a besoin d'un long repos hivernal totalement au sec avec une température de l'ordre de 12 °C.
Il se reproduit par semis, mais difficilement.
Elle gagne à être greffée sur Echinopsis ou Eriocereus pour accélérer la croissance, limiter les risques de pertes liées à l'humidité et obtenir des floraisons plus abondantes et en moins de temps.